# Tetraclita serrata
Tetraclita serrata is een zeepokkensoort uit de familie van de Tetraclitidae.